# Leptacinus pusillus
Leptacinus pusillus – gatunek chrząszcza z rodziny kusakowatych i podrodziny kusaków.

## Taksonomia
Gatunek ten opisany został po raz pierwszy w 1833 roku przez Jamesa Francisa Stephensa pod nazwą Gyrohypnus pusillus. Jako lokalizację typową wskazano Londyn. Do rodzaju bruzdniczek (Leptacinus) przeniesiony został przez Stephensa w 1839 roku.

## Morfologia
Chrząszcz o wydłużonym, wąskim ciele długości od 4 do 4,5 mm. Głowa jest duża, o małych oczach, umieszczonych tuż przy ich krawędziach wewnętrznych, skierowanych ku środkowi czoła, ale go nieosiągających bruzdach czołowych zewnętrznych i smukłym z zaostrzonym szczytem ostatnim członie głaszczków szczękowych, umieszczona na cienkiej szyi. Czułki mają człon trzeci krótszy od poprzedniego. Na przedpleczu występują grzbietowe szeregi liczące od siedmiu do dziesięciu szeroko rozstawionych punktów. Mikrorzeźba w postaci falistych zarysowań poprzecznych obecna jest na przedpleczu przynajmniej miejscami. Barwa pokryw jest czarna do brunatnoczarnej. Odwłok samca ma szósty sternit o słabo wykrojonej i bezwłosej krawędzi tylnej.

## Ekologia i występowanie
Owad ten zasiedla tereny otwarte i zarośla. Rozmieszczony jest głównie na nizinach i pogórzach, jednak w środowiskach synantropijnych występuje aż po piętro subalpejskie. Bytuje wśród gnijących szczątków roślinnych, w odchodach, pryzmach kompostowych, pod stogami siana i stertami wypielonego zielska.
Gatunek o szerokim zasięgu, na północ wykraczającym daleko poza koło podbiegunowe. W Europie znany jest z Irlandii, Wielkiej Brytanii, Portugalii, Hiszpanii, Francji, Belgii, Holandii, Niemiec, Szwajcarii, Austrii, Włoch, Danii, Szwecji, Norwegii, Finlandii, Estonii, Łotwy, Litwy, Polski, Czech, Słowacji, Węgier, Ukrainy, Rumunii, Bułgarii, Słowenii, Chorwacji, Bośni i Hercegowiny, Serbii, Czarnogóry, Macedonii Północnej, Grecji i europejskiej części Rosji. W Azji podawany jest z Syberii i Afganistanu. W Afryce zamieszkuje Azory, Maderę, Wyspy Kanaryjskie i Sudan. Zawleczony został ponadto do Kanady, Stanów Zjednoczonych, Australii i Nowej Zelandii.